# 쾨니히스알레 (뒤셀도르프)
쾨니히스알레(독일어: Königsallee)는 독일 노르트라인베스트팔렌주의 뒤셀도르프에 있는 거리이다. 의미는 "왕의 거리"를 나타내며 슈타트미테 근방에 존재한다. 쾨니히스알레는 유럽 최고의 럭셔리 쇼핑몰 거리로서 잘 알려져 있다. 각 건물마다 거리를 측정하면 거의 87미터에 달하는데, 이 거리는 독일에서 가장 넓은 거리이다.
쾨니히스알레는 줄여져서 쾨(Kö)라고 불리기도 하는데, 지역 주민들에 따르면 가장 번화한 곳을 지칭하는 하나의 은어로 기능한다.

## 국제 경제 비교
미개발 토지는 2022년 1월 1일 기준, 공식 부지 및 토지 가치는 거리 서쪽의 경우 제곱미터 당 20,000유로에서 32,000유로이며, 동쪽의 경우 제곱미터 당 최대 55,000 유로까지 평가되는 지역이다. 쾨니히스알레는 영국 런던의 뉴 본드 스트리트에 이어 유럽에서 두 번째로 많은 럭셔리 매장 밀집도를 보인다. 오늘날 쾨니히스알레는 프랑스의 방돔 광장이나 이탈리아의 비아 콘도티 거리와 같이 럭셔리 고급 쇼핑 거리로 취급되고 있다. 쾨니히스알레는 평방 미터당 임대료가 약 250유로로 독일 럭셔리 쇼핑 부문에서 가장 비싼 지역 중 하나이지만, 상업용 부동산의 임대료는 국제 비교에 비해 다소 낮은 편이다.

## 사건

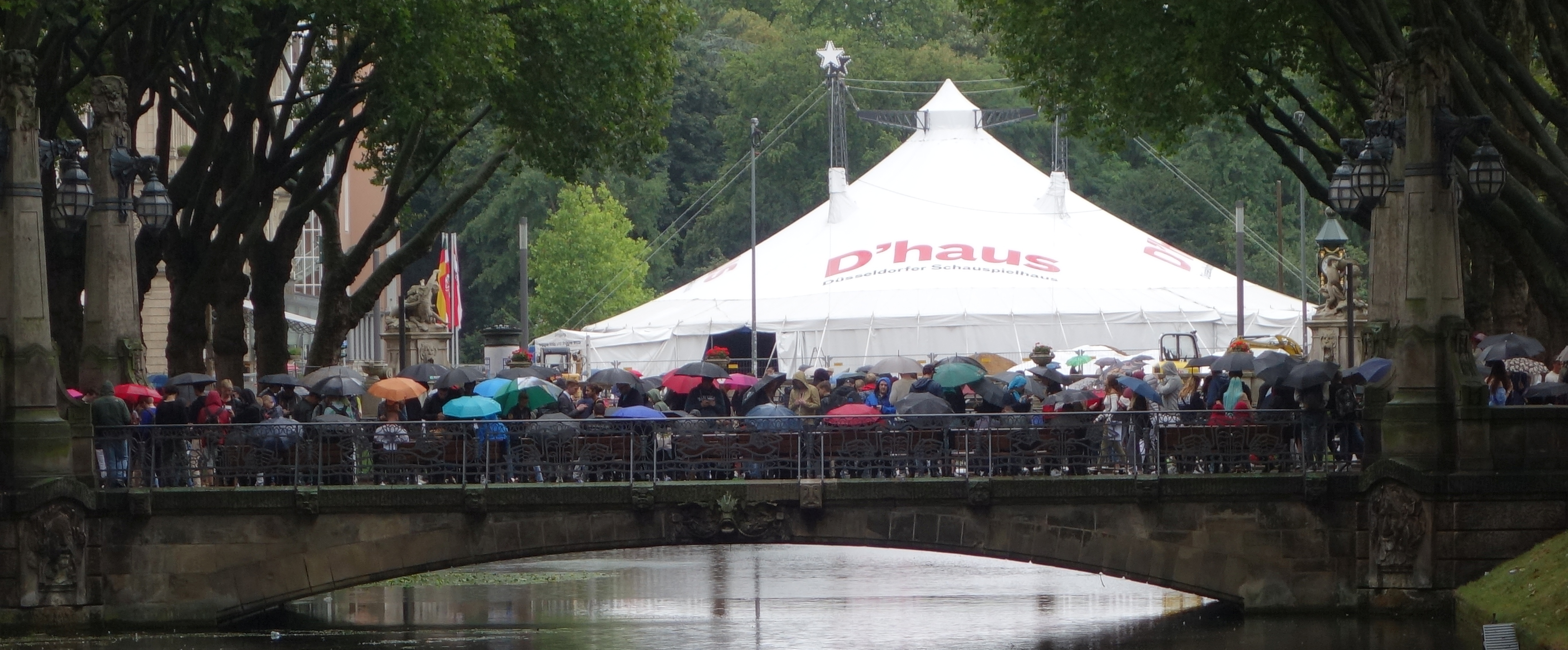
비가 쏟아지고 있음에도 불구하고 포켓몬 GO를 플레이 하는 독일의 포켓몬 팬들

2016년 7월 6일, 일본의 게임 회사 닌텐도는 증강 현실을 사용한 모바일 게임 포켓몬 GO를 출시했고 주로 젊은층에서 게임을 플레이했다. 게임 개발자들이 주도한 쾨니히스알레 기라데 교(Girardet Bridge)에서 포켓몬 사냥꾼들이 모이는 행사는 지역 전체에 걸쳐 광범위한 언론 보도를 받았다. 플레이어들의 맹공격이 너무 거세져, 뒤셀도르프시에서는 2016년 7월 말에 차량 통행을 차단하고 이동식 화장실 2개를 설치하기로 결정했다. 그해 8월 10일, 시가 "비상사태를 선언"했고 게임 개발자 Niantic에게 포켓스톱 4개 중 3개를 폐쇄하라고 요청했다. 약 한 달 후, 포켓스톱은 2개로 줄어들었다. 이 사건은 독일과 일본 관계의 원만한 관계를 보여주는 사례 중 하나로 종종 언급되기도 한다. 포켓스톱은 2016년 11월에도 다시 한 번 언급되었다.
1. ↑  “DEAL - Magazine | Real Estate | Investment | Finance”. 2010년 9월 22일. 2010년 9월 22일에 원본 문서에서 보존된 문서. 2024년 9월 23일에 확인함.
2. ↑  “Düsseldorf Maps”. 2024년 9월 23일에 확인함.
3. ↑  ONLINE, RP (2018년 7월 17일). “Shoppingstraßen in Deutschland: Kö ist nur noch Nummer zwei der Luxus-Einkaufsstraßen” (독일어). 2024년 9월 23일에 확인함.
4. ↑  ONLINE, RP (2010년 3월 30일). “Vergleich der Luxusmeilen: Königsallee bekommt gute Noten” (독일어). 2024년 9월 23일에 확인함.
5. ↑  “Handelsimmobilien: Deutsche Metropolen holen im Luxussegment auf” (독일어). 2024년 9월 23일에 확인함.
6. ↑  ONLINE, RP (2016년 8월 11일). “Girardetbrücke: Düsseldorf will Pokéstops abschalten lassen” (독일어). 2024년 9월 23일에 확인함.
7. ↑  Braumann, Robert (2016년 9월 22일). “Pokémon Go - Stadt will Pokestops schließen lassen” (독일어). 2024년 9월 23일에 확인함.
8. ↑  Mediengruppe, FUNKE (2016년 9월 14일). “Niantic löscht Pokéstops auf Düsseldorfer Girardet-Brücke” (독일어). 2024년 9월 23일에 확인함.
9. ↑  “Handelsblatt”. 2024년 9월 23일에 확인함.
10. ↑  Elson, Nele (2016년 9월 13일). “Pokémon und die Königsallee: Wie geht`s weiter?” (독일어). 2024년 9월 23일에 확인함.